# Tribunal Electoral de Quintana Roo
El Tribunal Electoral de Quintana Roo es un organismo público autónomo de carácter permanente, dotado de personalidad jurídica y patrimonio propio, e independencia en sus decisiones así como competencia y organización. Es el garante de la legalidad electoral local, siendo la máxima autoridad jurisdiccional en materia electoral en el estado de Quintana Roo.

## Historia
El 17 de julio de 2002, se publicó en el Periódico Oficial del Estado de Quintana Roo, el decreto 07 emitido por el Congreso del Estado de Quintana Roo en el que entre otras reformas, adiciones y derogaciones del artículo 49 de la Constitución Política del Estado de Quintana Roo, se crea el Tribunal Electoral de Quintana Roo, como un organismo con personalidad jurídica y patrimonio propios, autonomía en su funcionamiento e independencia en sus decisiones y máxima autoridad jurisdiccional en la materia. 

A partir de esos cambios constitucionales, con fecha 14 de agosto del mismo año, la Legislatura estatal, expidió la Ley Orgánica del Tribunal Electoral de Quintana Roo, mediante decreto número 9, designando por unanimidad con fecha 31 de enero de 2003, a los ciudadanos licenciados Carlos José Caraveo Gómez, Manuel Jesús Canto Presuel y Francisco Javier García Rosado, como Magistrados Numerarios del Tribunal Electoral de Quintana, fungiendo la presidencia como única ocasión, el primero de los mencionados.
El importante y trascendental paso para que los quintanarroenses cuenten con un Tribunal Autónomo y permanente, emana de las reformas a la Constitución General de la República que en materia electoral se establecieron en 1996, las que son un resultado de un proceso de vida democrática en el País. 
El principal propósito de este Tribunal es el de impartir justicia electoral en la Entidad y para ello tiene tres grandes objetivos que son: resolver conforme a los principios rectores de la Constitución, los medios de impugnación electorales que se presenten, resolver conforme a legalidad las controversias laborales electorales y realizar acciones de capacitación, investigación y difusión en derecho y justicia electorales. 

## Organización
En el ejercicio de sus funciones, el Tribunal se constituirá permanentementecon: 
- Tres Magistrados Numerarios, entre ellos el presidente.
- Un Secretario General de Acuerdos.
- Los Jefes de las Unidades de Legislación y Jurisprudencia.
- El Área de Comunicación y Difusión.
- La Unidad de Informática y Documentación.
- La Unidad de Administración.

Asimismo contará con una Contraloría Interna y el personal administrativo que se considere necesario.
Durante los procesos Electorales, también está integrado con:
- Dos magistrados Supernumerarios quienes se encargaran las veces de jueces instructores.
- Un Secretario Auxiliar de Acuerdos.
- Proyectistas.
- Notificadores.
- Integrantes de oficialía de partes y el personal admistrativo que se considere suficiente para el desahogo de los asuntos jurisdiccionales.

El Presidente del Tribunal tomará las medidas que sean necesarias para cubrir las ausencias temporales o definitivas de los servidores y podrá designar provisionalmente a los suplentes o sustitutos.
El Tribunal Electoral de Quintana Roo funcionará siempre en Pleno y sus resoluciones se tomaran por unanimidad o por mayoría de votos.

## Requisitos para ser Magistrado
Para ser Magistrado se requiere:
- Ser mexicano por nacimiento sin tener otra nacionalidad y ciudadano quintanarroense en pleno ejercicio de sus facultades.
- Estar inscrito en el padrón electoral y contar con credencial para votar.
- Tener más de treinta años de edad.
- Poseer título profesional de licenciado en derecho expedido por institución de educación superior legalmente facultada para ello, con una antigüedad mínima de cinco años, así como la cédula profesional correspondiente.
- Gozar de buena reputación, no estar sujeto a proceso penal y no haber sido condenado por delito alguno, salvo que hubiese sido de carácter no intencional.
- Tener residencia en la entidad durante diez años y cinco de vecindad efectiva en algún municipio del estado, anteriores a la fecha de designación.
- No tener, ni haber tenido cargo alguno de elección popular, ni haber sido postulado como candidato de algún partido político o coalición en los diez anteriores a la designación.
- No desempeñar, ni haber desempeñado cargo de dirección nacional, estatal, distrital o municipal en algún partido político o de dirigente de organismos, instituciones, colegíos o agrupaciones ciudadanas afiliadas a algún partido político, en los diez años anteriores a la fecha de su designación.
- No desempeñar o haber desempleado el cargo de Magistrado Electoral, Consejero Ciudadano o Consejero Electoral, Secretario Ejecutivo, ante los órganos electorales de la entidad, de otros estados o sus equivalentes a nivel federal, en los diez años anteriores a la fecha de su designación
- Tener conocimiento en la materia político electoral, preferentemente.
- No haber desempleado el cargo de secretario, procurador general de Justicia del Estado u oficial mayor, en la administración pública estatal, en los dos últimos años anteriores a la fecha de su designación.

## Competencia y Atribuciones
El Tribunal Electoral de Quintana Roo, tiene como encargo la impartición de justicia electoral en la entidad. 
Avalar a la sociedad que sus resoluciones efectivamente concluyen actos y etapas de los procesos electorales y se dictaminan en un marco de ética y profesionalismo, y conforme a los principios rectores en materia electoral, orientados a fortalecer la democracia en la entidad.
Los Magistrados y Personal Jurídico, en su función jurisdiccional que les compete, deberán observar los principios rectores de constitucionalidad.
Principios Rectores del Tribunal Electoral de Quintana Roo
- Legalidad
- Certeza
- Independencia
- Imparcialidad
- Objetivad

Entre los objetivos de su creación están:
- Conocer y solucionar conforme a los principios rectores de la Constitución Política, los medios de impugnación electorales, conocidos en la Ley de Medios.
- Solucionar conforme a la legalidad, los litigios laborales electorales.
- Efectuar acciones de capacitación, investigación y difusión en derecho y justicia electoral.
- Formular jurisprudencia en materia electoral.
- Resolver Medios de Impugnación.
- Resolver Controversias Laborales.
- Llevar a cabo acciones de Difusión, Capacitación e Investigación en derecho y justicia electoral.

Entre sus funciones principales se encuentran las siguientes:
- Certifica la autenticidad electoral en la entidad.
- Resguarda los derechos políticos electorales de los habitantes de la entidad.
- Sus resoluciones concluyen a los actos y etapas de los procesos electorales.
- Conoce y soluciona en su caso, los medios de impugnación previsto en la ley de medios.
- Emplea las medidas de urgencia y correcciones disciplinarias para llevar a cabo sus determinaciones.
- Aplica sanciones derivadas de realizar infracción a la legislación electoral.
- Aporta capacitación jurídica electoral.
- Da a conocer la cultura política y democrática en el estado.
- Verifica los principios rectores de constitucionalidad, legalidad, certeza, independencia, imparcialidad y objetividad.

## Jurisprudencias, tesis y sentencias
No existe jurisprudencia alguna emitida por el TEQROO. El Tribunal Electoral de Quintana Roo publicó la Tesis TEQROO 1EL 01/2004, aprobada en Sesión el 22 de noviembre de 2004 con el tema Cómputo para Interposición del Medio de Impugnación fuera de Proceso Electoral, debe ser en días y horas hábiles. 
Sentencias emitidas por el Tribunal Electoral de Quintana Roo (1998-2009)

## Magistrados del Tribunal
Mtro. Francisco Javier García Rosado. Presidente
M.C.E. Sandra Molina Bermúdez. Magistrada Numeraria
Lic. Víctor Venamir Vivas Vivas. Magistrado Numerario
Magistrados del Tribunal Electoral de Quintana Roo salientes
Lic. Carlos José Caraveo Gómez
Lic. Manuel Jesús Canto Presuel
Presidentes del Tribunal Electoral de Quintana Roo
- (2003-2007) Lic. Carlos Jose Caraveo Gómez
- (2007-2012) Mtro. Francisco Javier García Rosado
- (2012-2015) Lic. Víctor Venamir Vivas Vivas